# Āʾīna-yi Sikandarī

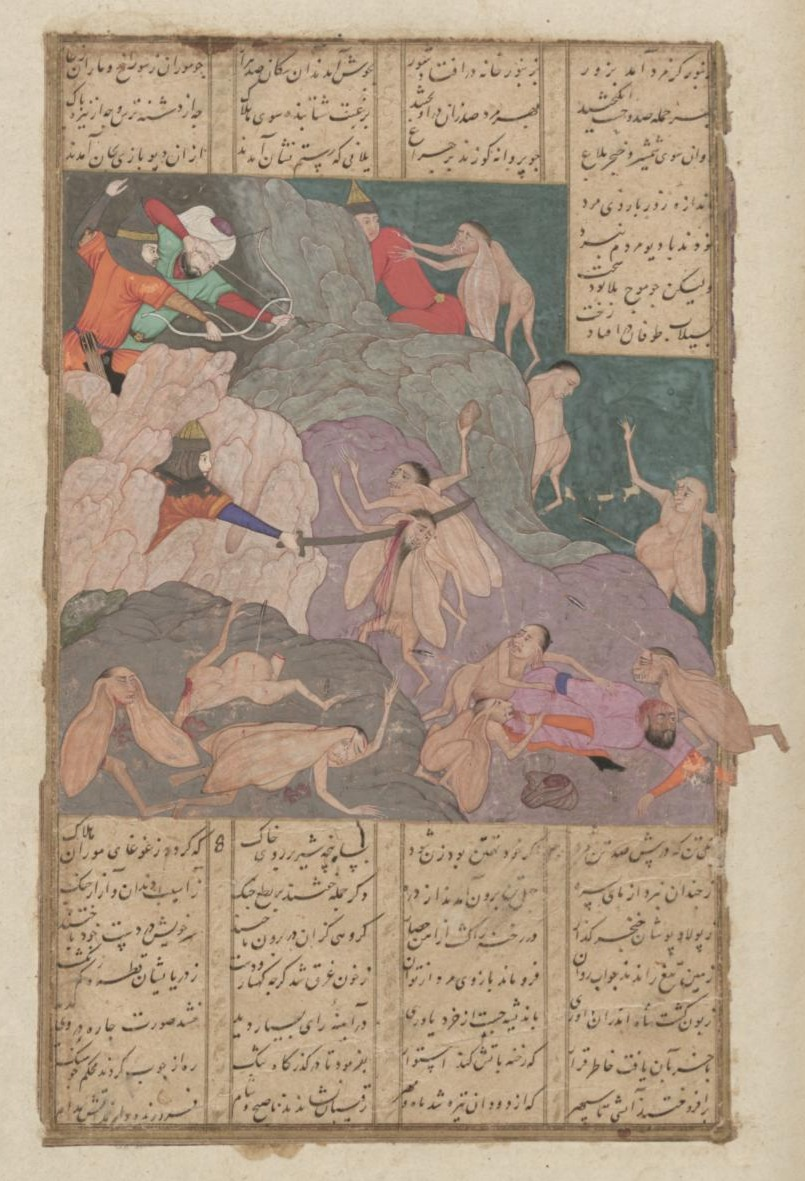
Iskandars Armee kämpft gegen die Yādschūdsch, Herat 1495 und Indien 18. Jh.

Das Āʾīna-yi Sikandarī (persisch آینۀ سکندری, DMG Āʾīna-yi Sikandarī, ‚Der Spiegel Alexanders‘), auch Āʾīna-yi Iskandarī genannt, ist das vierte der fünf langen poetischen Werke, das Amīr Chusrau Dihlavī für seine Chamsa verfasst hat. Er hat dieses Masnawī nach dem Vorbild von Nizāmīs Iskandarnāma gestaltet und im Jahre 1299 in Delhi vollendet. Es ist, ebenso wie Nizāmīs Version, im Grunde ein Fürstenspiegel: Mit der Lebensbeschreibung des Eroberers verknüpft Amīr Chusrau insgesamt 35 lehrreiche Diskurse. Diese umfassen ethische und philosophische Überlegungen, die durch unterhaltsame Anekdoten anschaulich gemacht werden. Ganz im Einklang mit der literarischen Tradition der Alexandergeschichte wird Iskandar als idealer Herrscher präsentiert, in dem sich Macht und Wissen vereinen, und der dennoch ein bescheidener Mensch bleibt. Er zeigt nicht nur Mut in der Schlacht, sondern ist auch ein erleuchteter Fürst, der die Wissenschaften fördert und selbst als Entdecker, Forscher und Kulturbringer auftritt.
Amīr Chusrau hat mit seiner neuen Fassung von Nizāmīs Iskandarnāma, wie überhaupt der gesamten Chamsa, eine neue literarische Tradition begründet, die zahlreiche Nachahmer gefunden hat. Es sind mehr als fünfzig Dichter bekannt, die sich an dem Stoff versucht haben. Zu den bekanntesten gehören Dschāmī und Mīr ʿAlī Schīr Nawāʿī.

## Titel und Umfang des Werkes
Amīr Chusrau hat sein Alexanderbuch, das in der Edition von Mirsayyidov den Titel Āʾīna-yi Iskandarī trägt, in seinem Epilog selbst als Āʾīnahā-yi Sikandar (Die Spiegel Alexanders) bezeichnet. In einer Zwischenüberschrift wird auch der Titel Āʾīnahā-yi Iskandarī erwähnt. Amīr Chusrau beschreibt, dass chinesische Handwerksmeister den Spiegel an Iskandars Hof gebracht haben, und dieser den Spiegel dann für zwei bedeutsame Erfindungen verwendet hat: Zum einen hat er ihn in einer Weise auf der Spitze eines Turmes positioniert, dass man damit das Meer überblicken konnte, zum anderen hat er sich den Spiegel beim Bau eines gläsernen Tauchbootes zunutze gemacht, das der Dichter ebenfalls als Āʾīna-yi ṣāf-i Iskandarī (pers. „klarer Spiegel Iskandars“) bezeichnet. Der vom Dichter selbst gewählte Titel spielt also höchstwahrscheinlich auf diese beiden „Spiegel“ an.
Die Spiegel Alexanders wurden im Jahre 1299 vollendet. Die Edition von Mirsayyidov umfasst 4416 Doppelverse, obwohl der Autor selbst angibt, dass er 4450 Verse verfasst hat. Damit ist es erheblich kürzer als sein Vorbild von Nizāmī, das weit über 10.000 Distichen besitzt.

## Das Vorwort
Das Vorwort beginnt mit dem üblichen Lobpreis Gottes und des Propheten. Der Dichter findet ehrende Worte für seinen spirituellen Meister Nizām ad-Dīn Auliyāʾ und noch mehr für ʿAlāʾ ad-Dīn Chaldschī, der den Titel „Zweiter Alexander“ angenommen hatte; ihm ist das Werk gewidmet – wie jedes Buch der Chamsa. Danach äußert sich Amīr Chusrau zu den Vorzügen der Dichtung und der Meisterschaft Nizāmīs, den er allerdings dafür tadelt, Iskandar in den Rang eines Propheten erhoben zu haben, während er doch in Wirklichkeit allein mit der Hilfe Gottes sowie durch „Engel und Wissenschaftler“ wie Platon und Aristoteles zum König und Welteroberer geworden sei. Es folgen zwei Geschichten, Ratschläge an seinen vierjährigen Sohn Rukn ad-Dīn al-Ḥāddschī und eine Klage über den Tod seiner Mutter.
Bevor der Hauptteil beginnt, gibt Amīr Chusrau einen sehr kurzen Überblick über die wichtigsten Taten Iskandars, die aus den Erzählungen Firdausīs und Nizāmīs bekannt sind.

## Dassāqī-nāma
Schon in der Einleitung übernimmt Amīr Chusrau ein vor allem von Nizāmī eingeführtes Stilmittel: das sāqī-nāma. Es handelt sich dabei um Verse, die gewöhnlich mit den Worten „Komm, Schenke“ (biyā sāqī), beginnen. Darin bittet er den Schenken um Wein und Inspiration und denkt über die Kürze des menschlichen Lebens, die Unbeständigkeit des Schicksals, das Lösen von weltlichen Bindungen und ähnliche Themen nach. Diese Verse haben die Funktion, die Übergänge zu neuen Episoden zu kennzeichnen. Während Nizāmī im ersten Band seines Alexanderbuches den Schenken anruft, ist es im zweiten Teil ausschließlich der Sänger oder Musikant (pers. muṭrib). Im Āʾīna-yi Sikandarī sind dagegen immer zwei Doppelverse an den Schenken und zwei an den Sänger gerichtet.

## Der Hauptteil

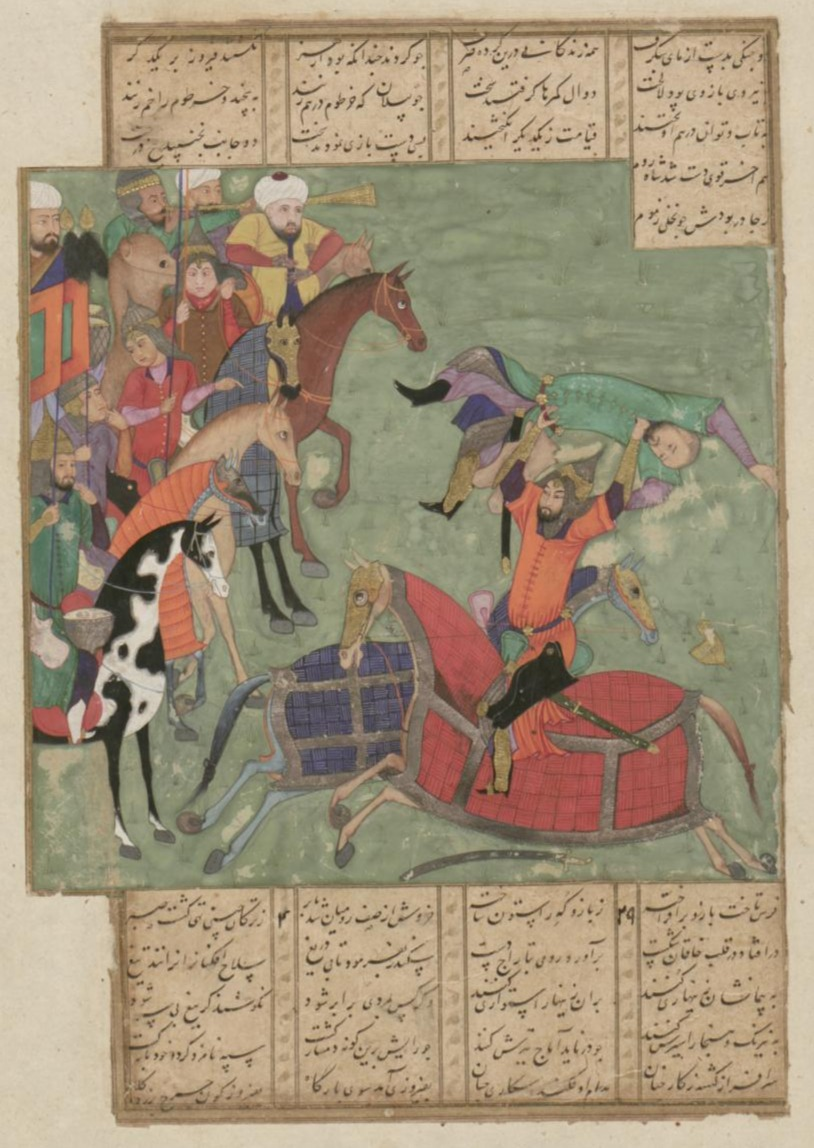
Iskandar hält den Chāqān von Chīn mit ausgestreckten Armen in die Höhe, Herat 1495 und 18. Jahrhundert

Die sāqī-nāmas stehen immer am Ende eines Abschnitts aus dem Leben Alexanders, danach folgt eine moralische Lehre und zum Abschluss eine illustrative Anekdote. Die Geschichte des Eroberers soll also nicht nur als Chronik dienen, sondern dem Leser mithilfe von Belehrungen und unterhaltsamen Einschüben eine tiefere Weisheit vermitteln. Auf diese Weise wird das Leben Iskandars zum Leitfaden eines Fürstenspiegels, der in 35 lehrhafte Diskurse (goftār, pers. Rede) gegliedert ist.
Amīr Chusrau erwähnt, dass Sikandar in Rūm geboren und in Syrien gestorben ist. Bei der Lebensbeschreibung konzentriert sich der Dichter auf Episoden, die von seinen Vorgängern entweder übersehen oder kaum erwähnt wurden.

### Der Kampf gegen den Kaiser von China
Amīr Chusrau beginnt mit einer Darstellung des Krieges gegen den Kaiser (Chāqān) von China (Chīn). Anstelle friedlicher Verhandlungen, wie seine Vorgänger beschrieben, erzählt der indische Dichter von einem langen Krieg voller Schlachten und Einzelduelle. Einen besonders starken chinesischen Helden namens Kanīfū, der viele Männer getötet hat, nimmt Iskandar selbst mit einem Lasso gefangen. Kanīfū entpuppt sich als schönes Mädchen, das der Feldherr später zur Frau nimmt. Der Krieg gegen das Reich Chīn wird am Ende durch einen Zweikampf zwischen den beiden Herrschern entschieden: Nachdem sie mit Schwertern gegeneinander gekämpft haben, hebt Iskandar den Chāqān aus dem Sattel und hält ihn mit ausgestreckten Armen in die Höhe. Daraufhin bleibt dem chinesischen Kaiser nichts anderes übrig, als seine Niederlage einzugestehen. Iskandar behandelt ihn großmütig und überlässt ihm sein Königreich als Vasallenstaat. Der chinesische Kaiser erhält seinen Schatz zurück, den die Sieger erbeutet hatten; eine lange Inventarliste gibt genauestens Auskunft über die erstatteten Beutestücke.
In diesem Teil schildert der Dichter mit bewegenden Worten, wie die Krieger beider Heere die in den Nachtlagern auf den Tod warten.
بر آورد شب چتر عباسیان

   نگون کرد رایات شماسیان

طلایه برون آمد از هر دوسوی

  بجاسوسی یکدگر گرم پوی 

     

  فرو ماند غوغای لشکرزجوش

   بگردون شد از پا سبانان خروش

 سکندرجهاندار لشکر شکن

 همه شب چومه بود در انجمن

همی کرد ز احسان اسکندری

    بمقدار هرکس نوازش گری

(...)

فرو رفته هر کس زسودای جیش

دراندیشه کار فردای خویش

زباد سنان سینه می شد خراش 

همی زد مژه خواب را دور باش

یکی رخت می بست بهر گریز

یکی تیغ و پیکان همی کرد تیز

یکی دامن از عالم افشانده بود

یکی در غم جان خود مانده بود

(...)

بسی مرد و نامرد یابی بجنگ

  که همسایهٴ موش باشد پلنگ
Die Nacht richtete den schwarzen Schirm der Abbasiden auf 

und stürzte die Banner der Sonnenanbeter hinab. 

Aus beiden Lagern traten die Späher hervor

Um einander eifrig auszuspionieren.

Der Lärm des Lagers verstummte, 

(nur) die Rufe der Wachtposten hallten herauf zum (Nacht-)Himmel.

Sikandar, Weltherrscher, Zerstörer von Armeen, 

verbrachte die Nacht wie der Mond im Kreis (seiner Soldaten).

Er übte die alexandrinische Großmut        

und erwies jedem nach seinem Rang Freundlichkeit.

(...)

Versunken in Sorgen 

war ein jeder in Gedanken an sein morgiges Tun.

(Der Albtraum) vom Zischen der Speere zerschnitt die Brust (vor Angst), 

die Lider schlugen, um den Schlaf zu vertreiben.

Der eine packte sein Gepäck zusammen für die Flucht,

der andere schärfte Schwert und Speerspitze.

Der eine hatte sich (bereits) von der Welt verabschiedet, 

der andere blieb in der Sorge um sein Leben (gefangen).

(...)

Du findest viele Tapfere und viele Feiglinge im Krieg,

dort wird der Panther zum Nachbarn der Maus.
Bar āward šab čatr-i ʿabbāsiyān

nigūn kard rāyāt-i šammāsiyān.

Ṭalāya birūn āmad az har dū sūy

ba ǧāsūsī-yi yakdīgar garm-i pūy.

Furo mānad ġauġā-yi laškar zi ǧūš

ba gardūn šud az pāsbānān-i ḫuroš.   

Sikandar-i ǧahāndār-i laškar-šikan

hama šab čū mah būd dar anǧuman.

Hamikard zi ihsān-i Iskandarī

ba miqdār-i har kas nawāzaš-garī.

(...)

Furo rafta harkas zi sūda-yi ǧayš

dar andīša-yi kār-i fardā-yi ḫviš.

Zi bād-i sinān sīna mī-šud ḫarāš

hamī zad maža ḫvāb-rā dūr-bāš.

Yakī raḫt mībāst baḥr-i gurīz

yakī tīġ va paykān hamī kard tīz.

Yakī dāman az ʿālam afšānda būd

yakī dar ġam-i ǧān-i ḫvud mānda būd.

(...)

Basī mard va nāmard yābī ba ǧang

ki hamsāya-yi mūš bāšad palang.

### Die Suche nach dem Lebenswasser
Nach seinem Sieg im Osten wendet sich Alexander nach Norden in Richtung Kaspisches Meer. Unterwegs muss er sich mit seiner Armee weiteren Kämpfen stellen, bevor er sich auf der Suche nach dem Wasser des Lebens in das Land der Dunkelheit begibt. Wie schon bei Nizāmī bleibt ihm das Lebenswasser jedoch verwehrt. Der Weg heraus aus dem Land der Finsternis ist von großer Not und bedrohlichem Hunger begleitet. Die Rettung erscheint eines Nachts in Gestalt eines Engels, der Iskandar eine unerschöpfliche Weintraube gibt. Sieben Tage lang wird die Armee mit den wunderbaren Früchten dieser Traube gestärkt. Dann geleiten al-Chidr und Ilyās die Kranken in die Heimat, während sich der Rest der Armee der nächsten Herausforderungen stellt.

### Die Mauer gegen die Yādschūdsch

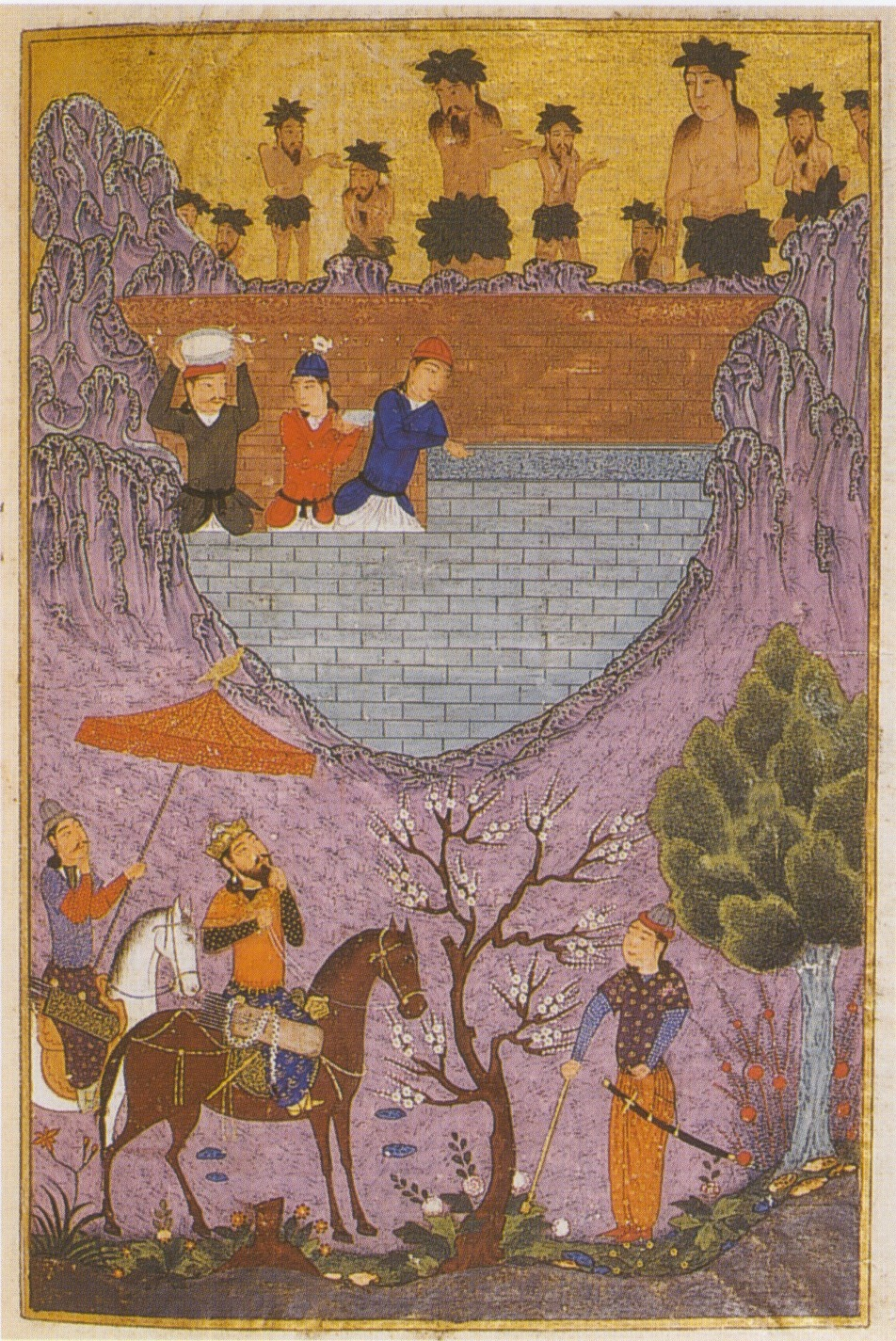
Iskandar lässt einen Wall gegen die Yadschūdsch errichten, Yazd 1407

Iskandar erreicht nun ein Gebiet, in dem die Menschen in Schrecken vor dem unmenschlichen Volk der Yādschūdsch lebt. Die Yādschūdsch haben monströse Gesichter mit furchterregenden Stoßzähnen, behaarte Körper und zwei riesige elefantenartige Ohren, die sie beim Schlafen nutzen: eines als Unterlage auf dem Boden, das andere als Decke über ihren Körpern. Sie sind außerordentlich zahlreich, denn jeder von ihnen hat eintausend Kinder. Weil die Bewohner diesen riesigen Horden apokalyptischer Monster schutzlos ausgeliefert sind, bitten sie den Feldherrn um Hilfe gegen ihre Unterdrücker. Nach einigen Kämpfen sind die Yādschūdsch besiegt. Die Gefangenen werden mit Essen versorgt, und Alexander beobachtet mit aufmerksamem Blick ihre wilde Art, die Speisen hinunterzuschlingen. Um die Menschen künftig vor den Yādschūdsch zu schützen, befiehlt er den Bau einer Mauer zwischen zwei Bergen, die sie bis zum Jüngsten Tag am äußersten Rand der Welt festhalten soll. Schmiede aus Rūm, die die Armee begleitet haben, errichten einen unüberwindlichen Wall aus Kupfer, Eisen, Blei und Messing. Eine geheime Tür wird von Trompetern und Trommlern aus Rūm und Rūs bewacht, die vor möglichen Angreifern warnen. Nach der Fertigstellung der Mauer verneigt sich Iskandar und sagt zwei Tage und Nächte lang Dank, dann tritt das Land in eine Zeit des Friedens ein.

### Sikandar und die Wissenschaft: Astrolabium und Spiegel
Zurück in Rūm fördert Alexander die Wissenschaft und ganz besonders technische Erfindungen. Eine davon ist das Astrolabium. Dieses war angeregt durch den berühmten Becher (pers. ǧām) von Kay Chusrau, auch Dschām-i Dscham genannt (pers. Becher des Dschamschid), den Sikandar auf seinem Eroberungszug in Persien zusammen mit Arastū (Aristoteles) gesehen hatte. In dem Becher, so hieß es, könne man die sieben Himmel und das ganze Universum beobachten. Angeregt durch dieses Wunderwerk beauftragt Iskandar seine Weisen, etwas Ähnliches zu erschaffen, das die Nachwelt an ihn erinnern wird. Auf der Grundlage der Linien, die er im Becher von Kay Chusrau gesehen hat, entwickelt Aristoteles das Astrolabium.
Besonders wichtig ist außerdem die Einführung des Spiegels durch chinesische Meister. Handwerker aus China behaupten, dass sich ihre Wandmalereien bewegen können und dem Abgebildeten vollkommen ähnlich sind. Kein Maler in Rūm sei dazu in der Lage. Daraufhin lässt Iskandar die Maler aus beiden Ländern gegeneinander antreten. Jeder soll einen Iwan im Palast dekorieren. Amīr Chusrau führt genau aus, mit welchem Text dieser Malwettbewerb angekündigt wird. Die Künstler aus Rūm malen ein Bild von einer schönen Frau, das der König sehr lobt. Die Chinesen dagegen präsentieren eine Wand aus poliertem Eisen und bringen auf diese Weise den Spiegel in den Westen. Iskandar ist es dann, der die Technik der Spiegelherstellung in der Welt verbreitet.

### Kampf gegen die fränkischen Piraten

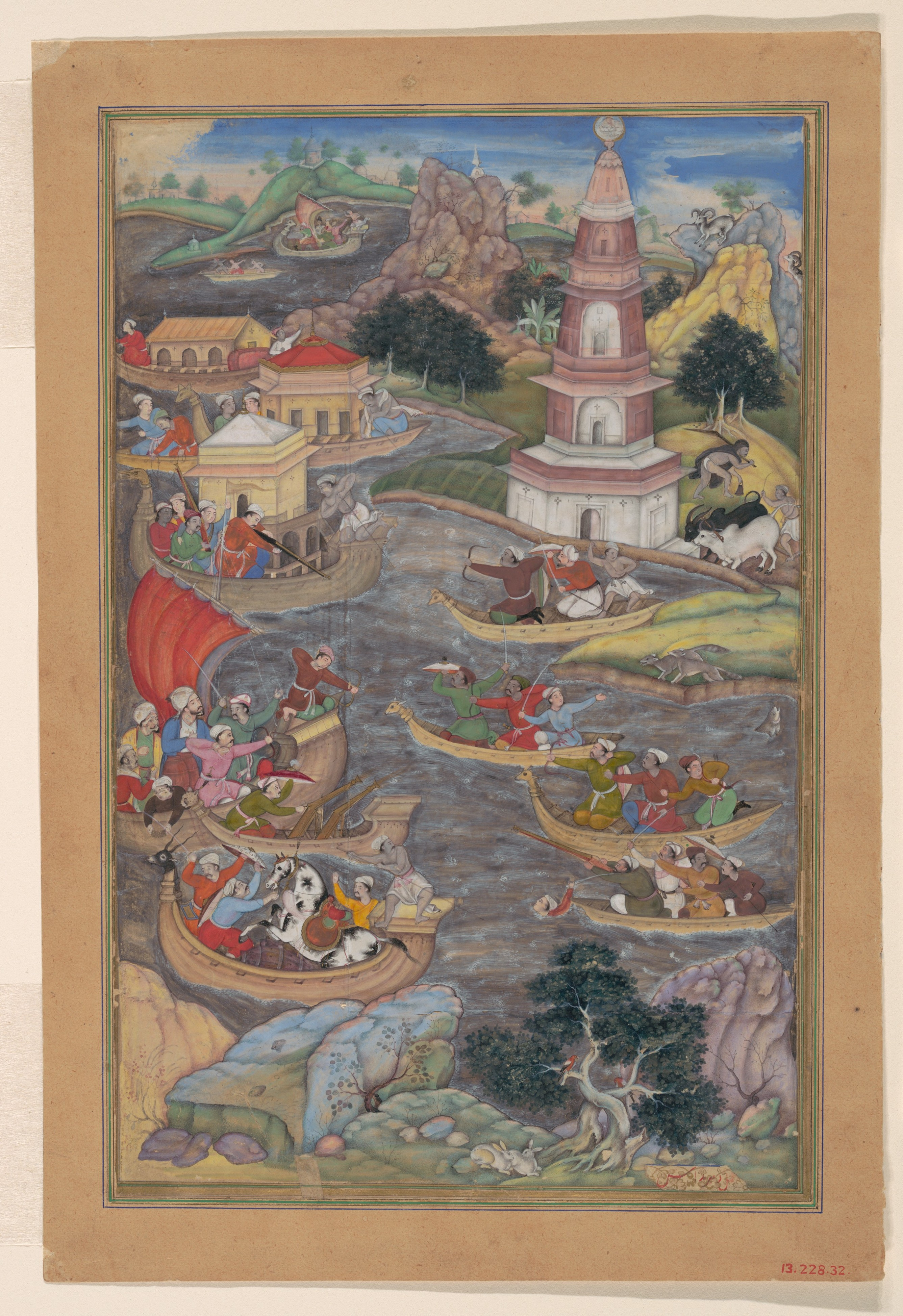
Kampf gegen die fränkischen Piraten, Indien 1595

Als sich syrische Händler über europäische (pers. farang) Piraten beschweren, die ihre Basis auf Zypern haben, ersinnen Iskandar und seine Weisen einen Turm, auf dessen Spitze ein Spiegel in der Größe von 10 × 10 Metern und ein Astrolabium angebracht sind. Mithilfe dieser Konstruktion sind sie in der Lage, einen großen Teil des Meeres zu beobachten. Sobald Piraten gesichtet sind, werden sie von einhundert dafür bereitstehenden Schiffe verfolgt und bekämpft.

### Sikandar und die Religion
Amīr Chusraus Alexander ist zwar kein Prophet, trägt aber Sorge dafür, dass alle Menschen die „wahre“ Religion annehmen oder die Dschizya bezahlen. Er folgt einem monotheistischen Glauben und bekämpft die Feueranbeter, indem er alle ihre Feuertempel in Aserbaidschan zusammen mit ihren Büchern und Priestern verbrennt.
Auch die Menschen des alten Griechenland (Yūnān) sollen die Religion annehmen. Ihr Anführer erklärt jedoch, dass sein Volk über großes Wissen verfügt und keinen Propheten braucht. Sikandar will sie deshalb bestrafen und leitet mit Hilfe von Chidr das Wasser des Mittelmeers in ihr Land. So gut wie alle, insbesondere die atheistischen Philosophen, ertrinken. Als einer der wenigen überlebt Falātūn (= Platon), der sich als Einsiedler auf einen Berggipfel zurückzieht. Er gibt seinen alten Glauben auf, um sich fortan der Anbetung Gottes zu widmen und zu einem göttlichen Weisen (hakīm-i ilāhī) zu werden. Iskandar sucht ihn auf, erklärt ihm, dass er auf der Suche nach Wissen ist und bittet ihn, sein Wesir zu werden. Falātūn folgt ihm eher widerwillig. Nach einem langen Dialog zwischen Sikandar und Falātūn folgt ein Vademecum des Philosophen zur Staatslehre in 237 Zeilen.

### Die Erkundung der Unterwasserwelt

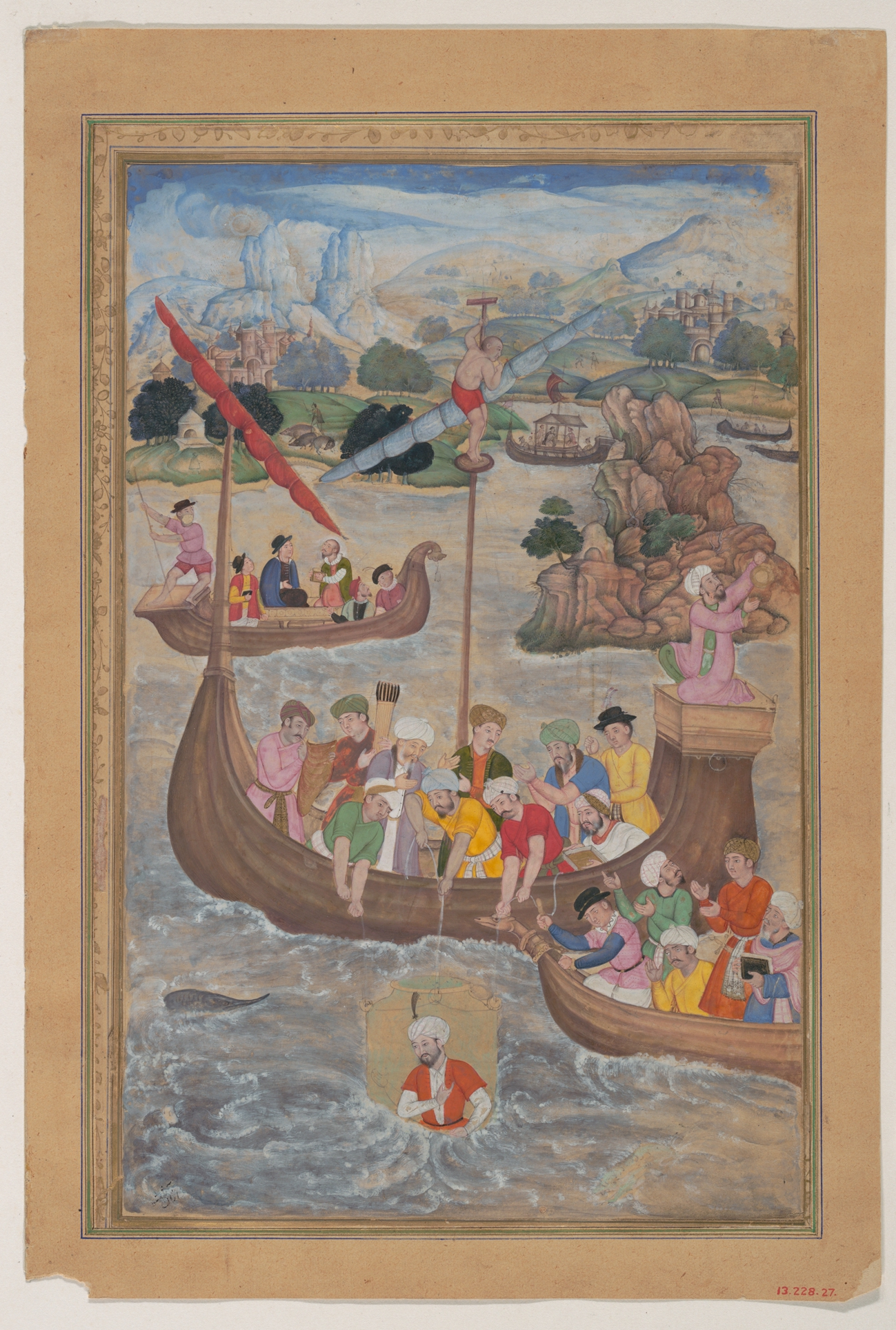
Sikandar im Tauchboot, Indien 1595

Der Höhepunkt der technischen Innovationen ist Iskandars Erkundung des Ozeans. Unter der Aufsicht von Aristoteles wird eine Flotte vorbereitet, um das Westliche Meer (daryā-yi maghrib, der Atlantik) zu bereisen. Er nimmt Proviant für vierzig Jahre mit und drei schwarze Adler, die die Reise eines Jahres in einem Tag machen können. Nach fünfjähriger Schiffsreise schreibt Iskandar einen Brief an seinen Sohn Iskandarūs, in dem er von den anstrengenden Erfahrungen der Reise berichtet. Einer der drei Adler bringt den Brief zum Prinzen. Vier Jahre später schickt Sikandar den zweiten Adler los, und nach weiteren drei Jahren den dritten.
Weil Sikandar auch die Tiefen des Meeres sehen möchte, hat er von Aristoteles ein gläsernes U-Boot bauen lassen. Dieses U-Boot bezeichnet Amīr Chusrau als Āʾīna-yi ṣāf-i Iskandarī (pers. „der klare Spiegel Iskandars“). Der Dichter beschreibt den Bau ganz genau und unter Berücksichtigung der technischen Details. Auf hoher See lässt sich Iskandar in seinem Tauchboot in die Tiefe hinab. Al-Chidr und sein Gefährte Ilyās beaufsichtigen den Tauchgang oben auf dem Schiff. Sie sollen 100 Tage auf ihn warten. Ein leuchtender Engel ist der Wächter des Meeres. Er unterzieht Alexander einer genauen Prüfung, und erst als er von seinem aufrichtigen Erkenntnisstreben überzeugt ist, zeigt er ihm die Geheimnisse der Tiefe. Er lüftet den Schleier aus Schlamm und erschafft eine Abfolge von Wellen, in denen Iskandar verschiedene Welten mit ihren Bewohnern, Schwärme von riesigen Walen und Wassermenschen sehen kann. Letztere machen ihm Zeichen, mit denen sie fragen, ob er Gott gegenüber nicht undankbar ist, weil er sich nicht damit zufriedengibt, die ganze Erde gesehen zu haben, sondern jetzt auch noch die Welt unter Wasser erkunden will. Das gibt dem Eroberer zu denken. Nach weiteren Wellen erreicht Iskandar schließlich den Berg Qāf am Ende der Welt. Bald darauf ist seine Reise beendet. Dank der Gnade des Engels kehrt er wohlbehalten aber gealtert aus der Tiefe zurück und schildert seinen Gefährten, was er gesehen hat. Der Tauchgang war die letzte große Tat Iskandars, der nun Richtung Heimat segelt.

### Heimkehr und Tod
Auf wundersame Weise kommen sie schon nach zwei Tagen zu Hause an. Sie werden freudig empfangen, aber die Menschen weinen, als sie sehen, wie sehr ihr König gealtert ist. Seinen engen Freunden teilt er mit, dass er bald sterben wird und fordert drei Dinge von ihnen: 1) Sein Sohn Iskandarus soll ihm auf den Thron folgen. 2) Sein Sarg soll Aussparungen für die Hände haben, so dass jeder sehen kann, dass auch der größte Eroberer nichts von dieser Welt mitnehmen kann. 3) Er will in Iskandariya begraben werden. Wenige Tage später stirbt er. Iskandars Mutter ist voller Trauer. Sein Sarg wird mit einer Elefantensänfte zum Begräbnisort gebracht. Sein Sohn Iskandarus verzichtet auf den Thron und zieht sich in die Wüste zurück.

## Iskandar und die Philosophen: Nizāmī und Amīr Chusrau
Ein Punkt, in dem Nizāmī und Amīr Chusrau geradezu entgegengesetzte Standpunkte einnehmen, ist ihre Haltung zur Philosophie. Nizāmīs Darstellung Iskandars ist geprägt von der politischen Philosophie al-Fārābīs, der den idealen Herrscher als politisch-militärischen Führer und zugleich als Philosoph und Prophet entwarf. Diese Dreifachfunktion prägt auch die Entwicklung Alexanders in Nizāmīs Werk, die sich in drei Etappen vollzieht: zunächst als Eroberer, dann als Philosoph und schließlich als Prophet.
Obwohl Alexander als Schüler des Aristoteles auftritt, versammelt er an seinem Hof noch weitere bedeutende Denker, wie Thales, Apollonius, Sokrates, Porphyrios und Hermes – ohne Rücksicht auf den Umstand, dass sie ganz unterschiedlichen Epochen angehörten. Die Philosophie spielt nicht nur eine sehr wichtige Rolle in Nizāmīs Iskandarnāma, laut J. Ch. Bürgel kann das Werk sogar „wie eine Verteidigung der griechischen Philosophie“ gelesen werden.
Die Aufgeschlossenheit Nizāmīs gegenüber der Philosophie teilt Amīr Chusrau nicht. Das zeigt sich sehr deutlich bei der Bestrafung der Yūnānīs: sie wollen den von ihm propagierten Glauben nicht annehmen und ziehen es vor, ihrem eigenen Denken statt einer religiösen Offenbarung zu folgen. Dem Boten Iskandars, der sie zur Annahme des Glaubens aufruft, antwortet der Anführer der Yūnānīs folgendermaßen:
چه محتاخ پیغمبری دیگریم

که ما بر سرخویش پیغمبریم

چراقی نجوید نظرگاه ما

خرد بس بود مشعل راه ما

بنور خرد ره بیزدان بریم

که سوی فرستادگان ننگریم
Či muḥtāǧ-i payġambarī dīgarīm

Ki mā bar sar-i ḫvīš payġambarīm

Čirāġī na-ǧūyad naẓargāh-i mā

Ḫirad bas buvad mašʿal-i rāh-i mā

Ba nūr-i ḫirad rah ba-yazdān barīm

Ki sū-yi firistādagān nanigarīm
Was brauchen wir einen fremden Propheten,

Wo wir (doch) aus uns selbst heraus Propheten sind?

Unsere Sichtweise sucht nicht nach einer Leuchte,

Der Verstand allein ist die Fackel unseres Weges.

Durch das Licht unseres Verstandes beschreiten wir den Weg zu Gott,

denn wir richten unseren Blick nicht auf die Gesandten
Ihre Weigerung, die Grenzen menschlicher Vernunft und die Überlegenheit der von einem Propheten übermittelten Religion anzuerkennen, führt, wie der Dichter zeigt, zum Untergang. In der Lebenswelt Amīr Chusraus, die nicht zuletzt von dem sufischen Denken der Tschischtiyya geprägt war, galt die Philosophie als eine Gefahr für den sicheren Glauben an die Offenbarung.

## Belege
1. ↑  Casari in Ashtiany: Persian Narrative Poetry, S. 379.
2. ↑  Casari in Ashtiany: Persian Narrative Poetry, S. 492.
3. ↑  Āʾīna-yi Iskandarī, Moskau 1977, S. 307, Vers 4365.
4. ↑  In der Ausgabe von Mirsayyidov steht eigentlich nur Sikand; Mirza, der seinerzeit für den Text auf eine Handschrift aus dem India Office, Ms. 1186, zurückgreifen musste, bestätigt aber an dieser Stelle die Lesung Sikandar. Mirza: Life and Works of Amir Khusrau, S. 200. Innerhalb des Textes erscheint der Name des Protagonisten sowohl als „Sikandar“, als auch als „Iskandar“.
5. ↑  Āʾīna-yi Iskandarī, Moskau 1977, S. 44.
6. ↑  Vers 3785; Hinweis durch Piemontese: Sources of Art, S. 42–43.
7. ↑  Piemontese: Sources and Art. S. 33.
8. ↑  Casari in Ashtiany: Persian Narrative Poetry, S. 461 und S. 491.
9. ↑  Casari in Ashtiany: Persian Narrative Poetry, S. 491–492.
10. ↑  Āʾīna-yi Iskandarī, Moskau 1977, Verse 387, 391–395, 406–411, 1631–1635; Hinweise durch Piemontese: Sources of Art, S. 33.
11. ↑  Āʾīna-yi Iskandarī, Moskau 1977, Verse 414–422; Hinweise durch Piemontese: Sources of Art, S. 33.
12. ↑  Casari in Ashtiany: Persian Narrative Poetry, S. 492–493.
13. ↑  Casari in Ashtiany: Persian Narrative Poetry, S. 464.
14. ↑  Āʾīna-yi Iskandarī, Moskau 1977, S. 19.
15. ↑  Paul Losensky: Sāqī-nāma. In: Encyclopædia Iranica. Online edition (erstmals veröffentlicht am 15. Juni 2009).
16. ↑  Āʾīna-yi Iskandarī, Moskau 1977, z. B. S. 19–20; 31; 39; 56.
17. ↑  Casari in Ashtiany: Persian Narrative Poetry, S. 492. Nizāmīs Iskandarnāma war ebenfalls als Fürstenspiegel gedacht, vgl. Casari in Ashtiany: Persian Narrative Poetry, S. 464.
18. ↑  Mit Rūm war die gebräuchliche Bezeichnung für das Byzantinische Reich, wurde aber auch verwendet für Rom und das Römische Reich sowie für das Alte Griechenland im Sinne von Alexanders Herkunftsland. Vgl. Franz Babinger: Rūm. In: Martijn Theodoor Houtsma (Hrsg.):  Encyclopaedie des Islam, 1. Auflage. Band 3, S. 1268. Brill, Leiden 1913. Rūm.
19. ↑  Zeile 3975; Angabe aus Piemontese: Sources and Art, S. 31.
20. ↑  Casari in Ashtiany: Persian Narrative Poetry, S. 492.
21. ↑  Casari in Ashtiany: Persian Narrative Poetry. 2023, S. 492–493. Brend: Perspectives on Persian Painting, S. 19.
22. ↑  Verse 1505–1509; Angabe nach Piemontese: Sources and Art, S. 34.
23. ↑  Verse 819–831. In den Versen 916–946 und 1174–1191 findet Amīr Chusrau eindringliche Worte für die sinnlose Gewalt der Schlacht und die tödlichen Wirkungen verschiedener Waffen. Angaben nach Piemontese: Sources and Art, S. 34.
24. ↑  Āʾīna-yi Iskandarī, Moskau 1977, S. 55–56, Verse 819–823, 825–828, 831.
25. ↑   Casari in Ashtiany: Persian Narrative Poetry. 2023, S. 493. Brend: Perspectives on Persian Painting, S. 19.
26. ↑  Casari in Ashtiany: Persian Narrative Poetry. 2023, S. 493.
27. ↑  Casari in Ashtiany: Persian Narrative Poetry. 2023, S. 494.
28. ↑  Brend: Perspectives on Persian Painting, S. 20.
29. ↑  The Shāhnāma of Firdausī. Aus dem Persischen ins Englische übersetzt von Arthur George Warner und Edmund Warner. Kegan Paul, Trench, Trübner & Co, London 1908, S. 319.
30. ↑  Brend: Perspectives on Persian Painting, S. 20.
31. ↑  Verse 2294–99; Angaben nach Piemontese: Sources and Art, S. 35.
32. ↑  Casari in Ashtiany: Persian Narrative Poetry. 2023, S. 498.
33. 1 2 3 4  Piemontese: Sources and Art, S. 38.
34. ↑  Brend: Perspectives on Persian Painting, S. 20.
35. ↑  Casari in Ashtiany: Persian Narrative Poetry. 2023, S. 497.
36. ↑  Brend: Perspectives on Persian Painting, S. 21–22.
37. ↑  Verse 2993–3234; Angabe nach Piemontese: Sources and Art, S. 35.
38. ↑  Brend: Perspectives on Persian Painting, S. 22.
39. ↑  Vers 3785; Hinweis durch Piemontese: Sources and Art, S. 43.
40. ↑  Casari in Ashtiany: Persian Narrative Poetry. 2023, S. 501.
41. ↑  Casari in Ashtiany: Persian Narrative Poetry. 2023, S. 495 und 502. Brend: Perspectives on Persian Painting, S. 23.
42. ↑  Brend: Perspectives on Persian Painting, S. 23–24.
43. ↑   Āʾīna-yi Iskandarī, Moskau 1977, Vers 655.
44. 1 2  Piemontese: Sources and Art, S. 39.
45. 1 2  Bürgel: L'attitude d'Alexandre, S. 54.
46. ↑  Āʾīna-yi Iskandarī, Moskau 1977, S. 185, Verse 2625–2628.